# Sothi
Sothi – starożytna osada protomiejska należąca do cywilizacji doliny Indusu, obecnie stanowisko archeologiczne w północnych Indiach, w stanie Radżastan, w odległości 10 kilometrów od Noharu.
Od nazwy miejscowości pochodzi nazwa kultury archeologicznej Sothi-Siswal.
Najstarsze ślady osadnictwa w Sothi datowane są na 4600 rok p.n.e.

## Położenie
Sothi znajduje się na rozległej, aluwialnej równinie rzek Ghaggar i Chautang, które płyną w tym regionie równolegle do siebie ze wschodu na zachód. Około 60 kilometrów na zachód, u zbiegu obydowu rzek, położona jest jedna z największych znanych osad induskich – Kalibangan.
70 kilometrów na wschód, w stanie Hariana, położone jest Siswal, z którym razem daję nazwę kulturze Sothi-Siswal, ze względu na bardzo podobne artefakty archeologiczne znalezione w obu lokalizacjach. 140 kilometrów na wschód położone jest Rakhigarhi, inne duże miasto harappańskie, w którym również znajdują się pozostałości kultury Sothi-Siswal. W bezpośredniej okolicy zaś położone jest stanowisko archeologiczne Karanpura. Według archeologów dzisiejszy Ghaggar to pozostałość starożytnej rzeki Saraswati znanej z wielu mitów i legend, a Chautang, dopływ Ghaggaru, był rzeką Drishadwati.

## Stanowisko
Stanowisko archeologiczne w Sothi obejmuje obszar o wymiarach 200 na 200 metrów i powierzchni około czterech hektarów. W jego skład wchodzi niewielkie wzgórze, na którym mieściła się osada wraz z przyległymi terenami. W bezpośrednim sąsiedztwie znajduje się wyschnięte starorzecze starożytnej rzeki Drishadwati, obecnego Chautangu.

## Wykopaliska
Miejsce to zostało odkryte przez Luigiego Pio Tessitoriego. W późniejszych latach wykopaliska w Sothi prowadził Aurel Stein (1942), Amalananda Ghosh (1950–53) i Kshetrams Dalal (1980).

## Kultura Sothi-Siswal
Kulturę Sothi-Siswal wyodrębnia się na podstawie szczególnych cech ceramiki znalezionej w obu lokalizacjach. Jest ona klasyfikowana jako odrębna kultura archeologiczna bądź subkultura wczesnej epoki harappańskiej. Była szeroko rozpowszechniona w Radżastanie, Harianie i w indyjskim Pendżabie. Jak dotąd odkryto 165 stanowisk tej kultury. Istnieją również duże podobieństwa między ceramiką Sothi-Siswal i Kot Diji. Obszar kultury Kot Diji znajduje się na północny zachód od obszaru Sothi-Siswal.
Kultura Sothi-Siswal w dzisiejszym południowo-wschodnim Radżastanie graniczyła z kulturą Ahar-Banas, a ceramiki obu obszarów kulturowych posiadają pewne cechy wspólne.
Według Tejasa Garge kultura Sothi jest znacząco starsza od kultury Siswal i należy ją traktować jako wcześniejszą i pierwotną względem Siswal.

### Ceramika kultury Sothi-Siswal
Ceramika kultury Sothi jest obecna na prawie wszystkich stanowiskach harappańskich w dolinie Ghaggaru, a także na południe od niej. W Sothi znaleziono ją na dolnych poziomach odkrywki archeologicznej, na górnych poziomach występuje rzadziej, równolegle z ceramiką dojrzałej kultury harappańskiej.
Najstarsza ceramika harappańska zaliczana przez Ghosha do kultury Sothi została odkryta podczas wykopalisk w Kalibanganie. Została ona szczegółowo zbadana przez B.K. Thapara i podzielona na sześć typów - A, B, C, D, E i F.
Według Thapara Typ A to matowa, czerwona ceramika o barwie gliny od czerwieni do różu i czarnych malowidłach na powierzchni; ceramika wykonana na wolnym kole garncarskim o nieregularnych prążkach.
Typ B to czerwona ceramika angobowana, prążkowana do rantu, pokryta roztworem gliny (angobą) zmieszaną z piaskiem zdobiona czarnymi, poziomymi pasami na angobowanej powierzchni. 
Typ C to czerwona ceramika angobowana o gładkiej powierzchni z angobą w odcieniach czerwieni i fioletu ze starannie wykonanymi malowidłami w kolorze czarnym. 
Typ D to ceramika z grubej, twardej i wytrzymałej gliny, angobowana na czerwono. Główną cechą wyróżniającą typ D są ryte wzory zarówno na wewnętrznej, jak i zewnętrznej powierzchni. Kształty zaliczane do typu D są inne od pozostałych – są to głównie ciężkie dzbany, misy i słoje. 
Typ E składała się z naczyń z płowym lub czerwonawo-płowym szkliwem malowanym czarnym, a czasem białym pigmentem. 
Typ F składała się z ceramiki szarej malowanej zarówno na czarno, jak i na biało.
J.S. Nigam dzieli ceramikę kultury Sothi w zależności od barwy na czerwoną, płową oraz szarą.
Katy Frenchman używa terminologii „kultura Sothi” dla wczesnej kultury harappańskiej, której ceramikę znajdziemy między innymi w Sothi, Siswalu, Kalibanganie czy Binjor itd. Dzieli ceramikę Sothi na następujące grupy:
prążkowana czerwona ceramika, gładka czerwona ceramika, gładka i malowana na czarno rytowana czerwona ceramika, czarna i czerwona rytowana czerwona ceramika, ceramika prążkowana, czerwona ceramika z czarno-białą malaturą, płowa rytowana ceramika z czerwoną malaturą, rytowana czerwona ceramika z czarną angobą i płaska czerwona ceramika z czarną angobą.